# Гектор призывает Париса на битву
«Гектор призывает Париса на битву» — картина австрийской художницы Ангелики Кауфман из собрания Государственного Эрмитажа.
На переднем плане изображён Парис, сидящий в кресле, у его ног лежит лук. Справа от Париса стоит Елена, за ней служанки. Слева стоит Гектор в доспехах и с копьём в руке и указывает в сторону арки, видеющейся на заднем плане (по мнению Н. Н. Никулина арка символизирует Скейские ворота Трои, ведущие на поле битвы). Слева посередине имеется трудноразличимая подпись и дата Angelica Kaufmann pinx. Anno 1775. Справа внизу красной краской нанесён номер 2894 — этим цифрам соответствует номер картины в рукописном каталоге Эрмитажа 1797 года.
Картина иллюстрирует собой эпизод из «Илиады» Гомера (VI, 313—369): ахейцы осадили Трою, однако троянец Парис находился в своём доме и спокойно занимался подготовкой оружия и чисткой доспехов; Гектор, придя к нему в дом, укорял его, что тот вместо защиты города занимается праздными делами.

Гектор, взглянув на него, укорял оскорбительной речью:

«Ты не вовремя, несчастный, теперь напыщаешься гневом.

Гибнет троянский народ, пред высокою града стеною

Ратуя с сильным врагом; за тебя и война и сраженья

Вкруг Илиона пылают; ты сам поругаешь другого,

Если увидишь кого оставляющим грозную битву.

Шествуй, пока Илион под огнём сопостатов не вспыхнул».

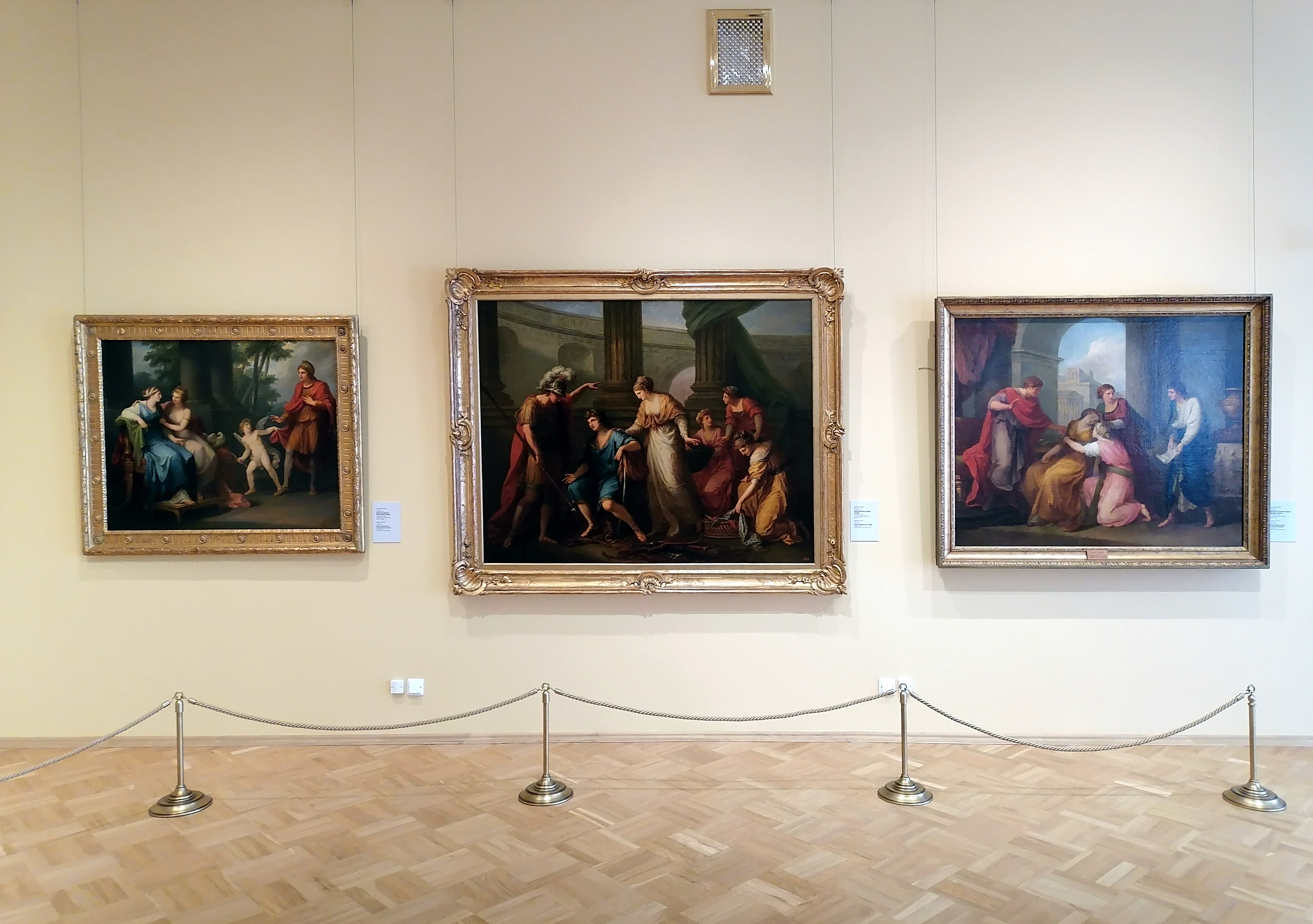
Картина в зале 348 Зимнего дворца

Ранняя история картины не установлена, поступила в Эрмитаж в промежуток между 1782 и 1797 годами: в 1782 году картина находилась в Лондонской мастерской Кауфман, где с неё выполнил гравюру стипендиат Петербургской Академии художеств Г. И. Скородумов, причём он назвал гравюру «Улисс открывает Ахиллеса, переодетого женщиной в доме Ликомеда». В 1797 году картина уже значилась в описях Эрмитажа. С начала XIX находилась в Большом Гатчинском дворце, в 1926 году возвращена в Эрмитаж, однако вскоре была передана в Академию художеств, откуда в свою очередь была передана в Высший художественно-технический институт. В 1930 году вновь была возвращена в Эрмитаж. С лета 2021 года находится в Запасной галерее Зимнего дворца, зал 348.
Старший научный сотрудник Отдела западноевропейского искусства Государственного Эрмитажа М. П. Гарлова, описывая картину, отмечала:

Несмотря на классицистические устремления, в этой исторической картине художница ещё не достигла той ясности рисунка и локальности цветовых пятен, которые свойственны её работам 1780—1790-х гг. Здесь пока явно даёт о себе знать рококо, о чём свидетельствует нежный колорит, измельчённость и дробность светотени, близость женских одеяний к костюмам XVIII века.
Существует очень близкий авторский вариант эрмитажной картины, а также повторение 1793 года, обе эти работы находятся в частных коллекциях. Кроме того, 19 ноября 1932 года на берлинском аукционе Лепке выставлялась старинная копия с картины работы неизвестного художника (холст, масло, 139 × 180 см).